# Via della Vittoria

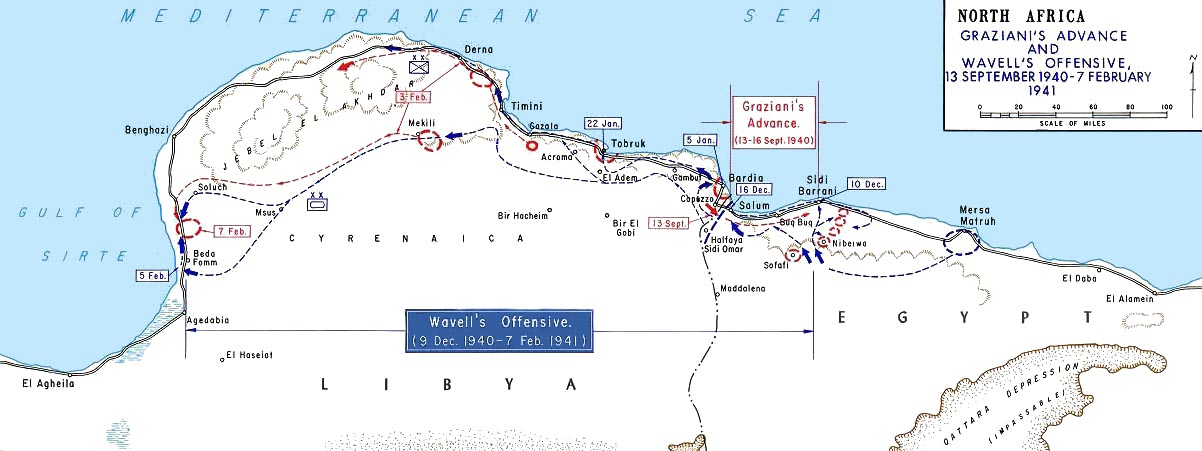
Mapa que muestra la Via della Vittoria de Bardia a Sidi Barrani.

La Via della Vittoria era una carretera militar entre Bardia, en la Libia italiana y Sidi Barrani, en el oeste de Egipto.

## Características
La Via della Vittoria (Carretera de la Victoria), fue construida por ingenieros italianos durante la Segunda Guerra Mundial, entre septiembre y diciembre de 1940. La carretera iba desde Sidi Barrani, en Egipto, hasta la frontera con la Libia italiana y conectaba con la Via Balbia. Tenía 11 metros de ancho y estaba asfaltada.
Se llamó oficialmente Via della Vittoria nell'Africa Settentrionale Italiana para distinguirla de otra Via della Vittoria construida en 1939 en Ethiopia/Africa Orientale Italiana.

## Historia
El ejército italiano invadió Egipto en el verano de 1940 y penetró hasta Sidi Barrani. La necesidad de comunicación para abastecer al Ejército obligó a la construcción de esta nueva vía.
Procediendo de manera ordenada y colonial, el comandante italiano en Egipto, el general Mario Berti, desplegó las unidades avanzadas de su Ejército (1.ª y 2.ª División Libia, 3 de enero Blackshirt, Cirene y Catanzaro, así como el grupo de brigadas motorizadas de Maletti) en un anillo de puntos fuertes alrededor de Sidi Barrani, y comenzó a trabajar en la ampliación de la Vía Balbia en Egipto....
— Edmund Hall
En el otoño de 1940, el mariscal italiano Rodolfo Graziani ordenó a su ejército en el oeste de Egipto que completara esta nueva carretera costera que extendía la Via Balbia 100 kilómetros dentro de Egipto, incluso con el fin de crear una infraestructura para una invasión italiana planificada del delta del Nilo en enero/febrero de 1941.
En diciembre de 1940, las fuerzas británicas utilizaron la nueva carretera durante la Operación Compass. En los dos años siguientes, la carretera se vio dañada por los continuos cambios en el frente entre las fuerzas del Eje bajo el mando de Erwin Rommel y los Aliados.